# Lijst van voetbalinterlands Letland - Litouwen
Deze lijst van voetbalinterlands is een overzicht van alle officiële voetbalwedstrijden tussen de nationale teams van Letland en Litouwen. De Baltische buurlanden speelden tot op heden 56 keer tegen elkaar. De eerste ontmoeting, een vriendschappelijke wedstrijd, werd gespeeld in Kaunas op 16 augustus 1924. Het laatste duel, eveneens een vriendschappelijke wedstrijd, vond plaats op 8 juni 2024 in Riga.

## Wedstrijden
| №  | Plaats   | Datum             | Competitie           | Wedstrijd          | Uitslag |
| -- | -------- | ----------------- | -------------------- | ------------------ | ------- |
| 1  | Kaunas   | 16 augustus 1924  | Vriendschappelijk    | Litouwen – Letland | 2 – 4   |
| 2  | Riga     | 20 september 1925 | Vriendschappelijk    | Letland – Litouwen | 2 – 2   |
| 3  | Kaunas   | 21 augustus 1926  | Vriendschappelijk    | Litouwen – Letland | 2 – 3   |
| 4  | Riga     | 27 juli 1927      | Vriendschappelijk    | Letland – Litouwen | 6 – 3   |
| 5  | Tallinn  | 25 juli 1928      | Vriendschappelijk    | Litouwen – Letland | 0 – 3   |
| 6  | Kaunas   | 1 september 1928  | Vriendschappelijk    | Litouwen – Letland | 1 – 1   |
| 7  | Riga     | 14 augustus 1929  | Vriendschappelijk    | Letland – Litouwen | 3 – 1   |
| 8  | Kaunas   | 17 augustus 1930  | Vriendschappelijk    | Litouwen – Letland | 3 – 3   |
| 9  | Riga     | 30 juni 1931      | Vriendschappelijk    | Letland – Litouwen | 5 – 2   |
| 10 | Tallinn  | 31 augustus 1931  | Vriendschappelijk    | Litouwen – Letland | 0 – 1   |
| 11 | Kaunas   | 29 juni 1932      | Vriendschappelijk    | Litouwen – Letland | 2 – 3   |
| 12 | Liepāja  | 24 juli 1932      | Vriendschappelijk    | Letland – Litouwen | 2 – 1   |
| 13 | Kaunas   | 11 september 1932 | Vriendschappelijk    | Litouwen – Letland | 1 – 0   |
| 14 | Riga     | 12 juni 1933      | Vriendschappelijk    | Letland – Litouwen | 6 – 2   |
| 15 | Kaunas   | 4 september 1933  | Vriendschappelijk    | Litouwen – Letland | 2 – 2   |
| 16 | Kaunas   | 10 juni 1934      | Vriendschappelijk    | Litouwen – Letland | 2 – 0   |
| 17 | Riga     | 9 september 1934  | Vriendschappelijk    | Letland – Litouwen | 1 – 3   |
| 18 | Riga     | 30 mei 1935       | Vriendschappelijk    | Letland – Litouwen | 6 – 1   |
| 19 | Tallinn  | 21 augustus 1935  | Vriendschappelijk    | Litouwen – Letland | 2 – 2   |
| 20 | Kaunas   | 8 september 1935  | Vriendschappelijk    | Litouwen – Letland | 2 – 2   |
| 21 | Kaunas   | 14 juni 1936      | Vriendschappelijk    | Litouwen – Letland | 1 – 5   |
| 22 | Riga     | 29 augustus 1936  | Vriendschappelijk    | Letland – Litouwen | 2 – 1   |
| 23 | Riga     | 29 juli 1937      | WK 1938 kwalificatie | Letland – Litouwen | 4 – 2   |
| 24 | Kaunas   | 3 september 1937  | WK 1938 kwalificatie | Litouwen – Letland | 1 – 5   |
| 25 | Riga     | 17 mei 1938       | Vriendschappelijk    | Letland – Litouwen | 2 – 0   |
| 26 | Tallinn  | 1 september 1938  | Vriendschappelijk    | Litouwen – Letland | 1 – 1   |
| 27 | Riga     | 6 september 1940  | Vriendschappelijk    | Letland − Litouwen | 1 − 0   |
| 28 | Kaunas   | 13 oktober 1940   | Vriendschappelijk    | Litouwen − Letland | 4 − 3   |
| 29 | Klaipėda | 17 november 1991  | Vriendschappelijk    | Litouwen − Letland | 1 − 1   |
| 30 | Liepāja  | 12 juli 1992      | Vriendschappelijk    | Letland – Litouwen | 2 – 3   |
| 31 | Liepāja  | 17 juli 1992      | Vriendschappelijk    | Letland – Litouwen | 2 – 3   |
| 32 | Riga     | 12 augustus 1992  | WK 1994 kwalificatie | Letland – Litouwen | 1 – 2   |
| 33 | Vilnius  | 28 oktober 1992   | WK 1994 kwalificatie | Litouwen – Letland | 1 – 1   |
| 34 | Vantaa   | 20 februari 1993  | Vriendschappelijk    | Letland – Litouwen | 1 – 2   |
| 35 | Tallinn  | 3 juli 1993       | Vriendschappelijk    | Letland – Litouwen | 0 – 0   |
| 36 | Vilnius  | 31 juli 1994      | Vriendschappelijk    | Litouwen – Letland | 1 – 0   |
| 37 | Riga     | 21 mei 1995       | Vriendschappelijk    | Litouwen – Letland | 0 – 2   |
| 38 | Narva    | 8 juli 1996       | Vriendschappelijk    | Litouwen – Letland | 2 – 1   |
| 39 | Vilnius  | 11 juli 1997      | Vriendschappelijk    | Litouwen – Letland | 1 – 0   |
| 40 | Liepāja  | 21 april 1998     | Vriendschappelijk    | Letland – Litouwen | 1 – 2   |
| 41 | Larnaca  | 6 februari 2000   | Vriendschappelijk    | Litouwen – Letland | 2 – 1   |
| 42 | Kaunas   | 26 april 2000     | Vriendschappelijk    | Litouwen – Letland | 2 – 1   |
| 43 | Riga     | 5 juli 2001       | Vriendschappelijk    | Letland – Litouwen | 4 – 1   |
| 44 | Antalya  | 12 februari 2003  | Vriendschappelijk    | Letland – Litouwen | 2 – 1   |
| 45 | Valga    | 4 juli 2003       | Vriendschappelijk    | Letland – Litouwen | 2 – 1   |
| 46 | Kaunas   | 21 mei 2005       | Vriendschappelijk    | Litouwen – Letland | 2 – 0   |
| 47 | Riga     | 1 juni 2008       | Vriendschappelijk    | Letland – Litouwen | 2 – 1   |
| 48 | Kaunas   | 18 juni 2010      | Vriendschappelijk    | Litouwen – Letland | 0 – 0   |
| 49 | Võru     | 1 juni 2012       | Vriendschappelijk    | Letland – Litouwen | 5 – 0   |
| 50 | Riga     | 6 september 2013  | WK 2014 kwalificatie | Letland – Litouwen | 2 – 1   |
| 51 | Vilnius  | 11 oktober 2013   | WK 2014 kwalificatie | Litouwen − Letland | 2 − 0   |
| 52 | Liepāja  | 31 mei 2014       | Vriendschappelijk    | Letland – Litouwen | 1 – 0   |
| 53 | Riga     | 1 juni 2016       | Vriendschappelijk    | Letland − Litouwen | 2 − 1   |
| 54 | Vilnius  | 5 juni 2018       | Vriendschappelijk    | Litouwen − Letland | 1 − 1   |
| 55 | Riga     | 4 juni 2021       | Vriendschappelijk    | Letland − Litouwen | 3 − 1   |
| 56 | Riga     | 8 juni 2024       | Vriendschappelijk    | Letland − Litouwen | 0 − 2   |

## Samenvatting
| Competitie        | Totaal gespeeld | Winst Letland | Gelijk | Winst Litouwen | Doelsaldo Letland – Litouwen |
| ----------------- | --------------- | ------------- | ------ | -------------- | ---------------------------- |
| WK-kwalificatie   | 6               | 3             | 1      | 2              | 13 − 9                       |
| Vriendschappelijk | 50              | 25            | 10     | 15             | 107 − 72                     |
| Totaal            | 56              | 28            | 11     | 17             | 120 − 81                     |

## Details

### 31ste ontmoeting
| |       |                                                                                  |
| Letland | 2 – 3 | Litouwen                                                                         |
| Vitālijs Teplovs 27' Jurijs Popkovs 89'                                                                                                 | goals | 28' Virginijus Baltušnikas 31' Virginijus Baltušnikas 79' Virginijus Baltušnikas |
| - Debuut van Aleksandrs Kulakovs, Vjačeslavs Ževņerovičs en Aleksejs Semjonovs voor Letland. - Debuut van Andrius Upstas voor Litouwen. |       |                                                                                  |

### 32ste ontmoeting
|                                                                                     |       |                                             |
| Letland                                                                             | 1 – 2 | Litouwen                                    |
| Ainārs Linards 14'                                                                  | goals | 66' Eimantas Poderis 85' Andrius Tereškinas |
| - Debuut van Oļegs Karavajevs, Jurijs Ševļakovs en Aleksandrs Glazovs voor Letland. |       |                                             |

### 33ste ontmoeting
| Litouwen               | 1 – 1 | Letland            |
| Robertas Fridrikas 83' | goals | 44' Ainārs Linards |

### 34ste ontmoeting
|                                                       |       |                                                 |
| Letland                                               | 1 – 2 | Litouwen                                        |
| Aleksejs Semjonovs 87'                                | goals | 69' Saulius Mikalajunas 74' Dainius Sauliauskas |
| - Debuut van Genādijs Širins (FK Vidus) voor Letland. |       |                                                 |

### 35ste ontmoeting
|                                                                                      |       |          |
| Letland                                                                              | 0 – 0 | Litouwen |
|                                                                                      | goals |          |
| - Debuut van Arvydas Skrupskis, Albertas Klimavičius en Darius Butkus voor Litouwen. |       |          |

### 36ste ontmoeting
| Litouwen               | 1 – 0 | Letland |
| Andrius Tereškinas 67' | goals |         |

### 37ste ontmoeting
|                                                      |              |                   |
| Letland                                              | 2 – 0        | Litouwen          |
| Mihails Zemļinskis 34' (pen.) Vitālijs Astafjevs 75' | goals        |                   |
|                                                      | rode kaarten | 34' Marius Poškus |

### 38ste ontmoeting
|                                                                                                  |              |                                                   |
| Letland                                                                                          | 1 – 2        | Litouwen                                          |
| Aleksandrs Jelisejevs 44'                                                                        | goals        | 4' Tomas Ražanauskas 67' (pen.) Ričardas Zdančius |
| Igors Troickis 54', 73'                                                                          | rode kaarten | 79' Donatas Vencevičius                           |
| - Debuut van Žilvinas Žudys, Giedrius Žutautas, Artūras Fomenka en Darius Gvildys voor Litouwen. |              |                                                   |

### 40ste ontmoeting
| |       |                                                  |
| Letland | 1 – 2 | Litouwen                                         |
| Igors Sļesarčuks 85' | goals | 20' (e.d.) Igors Stepanovs 71' Irmantas Stumbrys |
| - Debuut van Andrejs Piedels (Skonto) en Aleksandrs Lobaņovs (FK Ranto-Miks) voor Letland. - Debuut van Žydrūnas Grudzinskas (FK Lokomotyvas) voor Litouwen. |       |                                                  |

### 45ste ontmoeting
| Baltische Beker (Valga, Estland, 4 juli 2003): |       |                                      |
| Litouwen                                       | 1 – 2 | Letland                              |
| Tomas Tamošauskas 73'                          | goals | 28' Juris Laizāns 32' Andrejs Rubins |

### 47ste ontmoeting
| Baltische Beker (Riga, Letland, 1 juni 2008): |       |                       |
| Letland                                       | 2 – 1 | Litouwen              |
| Kaspars Gorkšs 56' Vidas Alunderis 77' (e.d.) | goals | 81' Ričardas Beniušis |

### 48ste ontmoeting
| Baltische Beker (Kaunas, Litouwen, 18 juni 2010): |       |         |
| Litouwen                                          | 0 – 0 | Letland |
|                                                   | goals |         |

### 52ste ontmoeting
|                                                         |       |          |
| Letland                                                 | 1 – 0 | Litouwen |
| Nauris Bulvītis 6'                                      | goals |          |
| - Debuut van Gints Freimanis (FK Jelgava) voor Letland. |       |          |

LFF · A-internationals · Bondscoaches · Statistieken · Lets vrouwenelftal · Olympisch elftal · Letland U21 · Letland U20 · Letland U19 · Letland U18 · Letland U17 · Letland U16
1922 – 1929 ·
1930 – 1940 ·
1950 – 1989 · 
1990 – 1999 ·
2000 – 2009 ·
2010 – 2019 ·
2020 – 2029
EK 1996 · 
EK 2000 · 
EK 2004 · 
EK 2008 · 
EK 2012
WK 1994 · 
WK 1998 · 
WK 2002 · 
WK 2006 · 
WK 2010 · 
WK 2014
OS 1924
1922 · 
1923 · 
1924 · 
1925 · 
1926 · 
1927 · 
1928 · 
1929 · 
1930 · 
1931 · 
1932 · 
1933 · 
1934 · 
1935 · 
1936 · 
1937 · 
1938 · 
1939 · 
1940 · 
1941 · 
1942 · 
1943 · 1944 · 
1945 · 
1946 · 
1947 · 
1948 · 
1949 · 
1950 – 1990 · 
1991 · 
1992 · 
1993 · 
1994 · 
1995 · 
1996 · 
1997 · 
1998 · 
1999 · 
2000 · 
2001 · 
2002 · 
2003 · 
2004 · 
2005 · 
2006 · 
2007 · 
2008 · 
2009 · 
2010 · 
2011 · 
2012 · 
2013 · 
2014 · 
2015 · 
2016 · 
2017 ·
2018 ·
2019 ·
2020 ·
2021 ·
2022
Albanië ·
Andorra ·
Angola ·
Armenië ·
Azerbeidzjan ·
Bahrein ·
België ·
Bolivia ·
Bosnië en Herzegovina ·
Brazilië ·
Bulgarije ·
China ·
Cyprus ·
Denemarken ·
Duitsland ·
Estland ·
Faeröer · 
Finland ·
Frankrijk ·
Georgië ·
Ghana ·
Gibraltar ·
Griekenland ·
Honduras ·
Hongarije ·
Ierland ·
IJsland ·
Israël ·
Japan ·
Kazachstan ·
Koeweit ·
Kosovo ·
Kroatië ·
Liechtenstein ·
Litouwen ·
Luxemburg ·
Malta ·
Moldavië ·
Montenegro ·
Nederland ·
Noord-Ierland ·
Noord-Korea ·
Noord-Macedonië ·
Noorwegen ·
Oekraïne ·
Oezbekistan · 
Oman ·
Oostenrijk ·
Polen ·
Portugal ·
Qatar ·
Roemenië · 
Rusland ·
San Marino ·
Saoedi-Arabië ·
Schotland ·
Slovenië ·
Slowakije ·
Spanje ·
Thailand ·
Tsjechië ·
Tunesië ·
Turkije ·
Verenigde Staten ·
Wales ·
Wit-Rusland ·
Zuid-Korea ·
Zweden ·
Zwitserland
LFF · A-internationals · Bondscoaches · Statistieken · Litouws vrouwenelftal · Olympisch elftal · Litouwen U21 · Litouwen U20 · Litouwen U19 · Litouwen U18 · Litouwen U17 · Litouwen U16
1923 – 1929 ·
1930 – 1939 ·
1940 – 1949 ·
1950 – 1989 · 
1990 – 1999 ·
2000 – 2009 ·
2010 – 2019 ·
2020 − 2029
1923 · 
1924 · 
1925 · 
1926 · 
1927 · 
1928 · 
1929 · 
1930 · 
1931 · 
1932 · 
1933 · 
1934 · 
1935 · 
1936 · 
1937 · 
1938 · 
1939 · 
1940 · 
1941–1944 · 
1945 · 
1946 · 
1947 · 
1948 · 
1949 · 
1950–1955 · 
1956 · 
1957–1978 · 
1979 · 
1980–1989 · 
1990 · 
1991 · 
1992 · 
1993 · 
1994 · 
1995 · 
1996 · 
1997 · 
1998 · 
1999 · 
2000 · 
2001 · 
2002 · 
2003 · 
2004 · 
2005 · 
2006 · 
2007 · 
2008 · 
2009 · 
2010 · 
2011 · 
2012 · 
2013 · 
2014 · 
2015 · 
2016 · 
2017 ·
2018 ·
2019 ·
2020 ·
2021
Albanië ·
Andorra ·
Argentinië ·
Armenië ·
Azerbeidzjan ·
België ·
Bosnië en Herzegovina ·
Brazilië ·
Bulgarije ·
Chili ·
Cyprus ·
Denemarken ·
Duitsland ·
Egypte ·
Engeland ·
Estland ·
Faeröer ·
Finland ·
Frankrijk ·
Georgië ·
Gibraltar ·
Griekenland ·
Hongarije ·
Ierland ·
IJsland ·
Indonesië ·
Iran ·
Israël ·
Italië ·
Joegoslavië ·
Jordanië ·
Kazachstan ·
Koeweit ·
Kosovo ·
Kroatië ·
Letland ·
Liechtenstein ·
Luxemburg ·
Mali ·
Malta ·
Moldavië ·
Montenegro ·
Nieuw-Zeeland ·
Noord-Ierland ·
Noord-Macedonië ·
Noorwegen ·
Oekraïne ·
Oostenrijk ·
Polen ·
Portugal ·
Roemenië ·
Rusland ·
San Marino ·
Saoedi-Arabië ·
Schotland ·
Servië ·
Servië en Montenegro ·
Slovenië ·
Slowakije ·
Spanje ·
Tsjechië ·
Turkije ·
Turkmenistan ·
Verenigde Arabische Emiraten ·
Wit-Rusland ·
Zweden ·
Zwitserland